# Сан-Мігель (округ, Колорадо)
Шаблон:StateAbbr_ 38°01′ пн. ш. 108°26′ зх. д. / 38.01° пн. ш. 108.43° зх. д.
Округ Сан-Мігель (англ. San Miguel County) — округ (графство) у штаті Колорадо, США. Ідентифікатор округу 08113.

## Історія
Округ утворений 1883 року.

## Демографія
За даними перепису
2000 року
загальне населення округу становило 6594 осіб, усе сільське.
Серед мешканців округу чоловіків було 3607, а жінок — 2987. В окрузі було 3015 домогосподарств, 1424 родин, які мешкали в 5197 будинках.
Середній розмір родини становив 2,77.
Віковий розподіл населення поданий у таблиці:
| Стать    | До 15 років | 15-21 | 22-29 | 30-39 | 40-49 | 50-65 | 65-85 | Понад 85 |
| -------- | ----------- | ----- | ----- | ----- | ----- | ----- | ----- | -------- |
| Чоловіки | 465         | 275   | 713   | 729   | 694   | 602   | 122   | 7        |
| Жінки    | 484         | 203   | 527   | 631   | 566   | 483   | 81    | 12       |

## Виноски
1. ↑  U.S. Decennial Census. United States Census Bureau. Процитовано 11 червня 2014.
2. ↑  Historical Census Browser. University of Virginia Library. Архів оригіналу за 11 серпня 2012. Процитовано 11 червня 2014.
3. ↑  Population of Counties by Decennial Census: 1900 to 1990. United States Census Bureau. Процитовано 11 червня 2014.
4. ↑  Census 2000 PHC-T-4. Ranking Tables for Counties: 1990 and 2000 (PDF). United States Census Bureau. Процитовано 11 червня 2014.
5. ↑  State & County QuickFacts. United States Census Bureau. Архів оригіналу за 7 червня 2011. Процитовано 11 червня 2014. [Архівовано 2011-06-07 у Wayback Machine.](англ.) Наведено за англійською вікіпедією.
6. ↑  American FactFinder. Бюро перепису населення США. Архів оригіналу за 26 лютого 2012. Процитовано 31 січня 2008. [Архівовано 2008-05-21 у Wayback Machine.]

| США | Це незавершена стаття з географії США. Ви можете допомогти проєкту, виправивши або дописавши її. |